# Forest Green Rovers Football Club
Il Forest Green Rovers Football Club, noto semplicemente come Forest Green, è un club calcistico inglese con sede nella città di Nailsworth (Gloucestershire). Milita nella National League, quinta serie del campionato inglese di calcio. Disputa le proprie partite casalinghe allo stadio New Lawn.
Nel 2015, sotto la presidenza di Dale Vince, il Forest Green è diventata la prima squadra di calcio vegana al mondo, dotandosi inoltre di uno stadio (il The New Lawn) caratterizzato da numerose innovazioni eco-compatibili.

## Storia

### I primi anni
Il club fu fondato nel 1889 dal pastore reverendo E.J.H. Peach in onore dell'area boschiva nota come "Forest Green" di Nailsworth. Il nome “Rovers” fu adottato nel 1893 e l'anno successivo il club fu tra i fondatori della Mid-Gloucestershire League. La loro prima partita casalinga è stata un 1-1 contro il Brimscombe e il club ha terminato la stagione 1894-95 al terzo posto. Nailsworth è diventato un distretto urbano nel 1894 e fu enorme lo sforzo di assicurare una squadra di calcio alla cittadina. Di conseguenza il club è stato rinominato Nailsworth Association Football Club e molti dei giocatori iniziali sono stati rimpiazzati da giocatori originari di Nailsworth, sebbene abbiano continuato a giocare al Lawn Ground. Tuttavia, il club si è ritirato dal campionato durante la stagione 1896-97.
Il club è stato rifondato nel 1898 sotto il nome di Forest Green Rovers e ha assorbito il Nailsworth Thursday poco dopo. Hanno partecipato entrambe alla Division One della Mid-Gloucester League e alla Dursley & District League della stagione 1899-1900. La Mid-Gloucester League ha chiuso i battenti nel 1901 e il Forest Green è rimasto a giocare soltanto nella Dursley & District League. Nella stagione 1902-03 si sono iscritti alla nuova Stroud & District League, continuando sempre a partecipare alla Dursley & District League. Nella Stroud & District League sono arrivati secondi, mentre nella Dursley & District League hanno terminato la stagione al primo posto assieme allo Stonehouse. Fu organizzato un match di play-off per decider il campionato, cui parteciparono più di 1000 persone. Il Forest Green vinse 2-1 ai tempi supplementari. Nella stagione 1906-07 sono finiti all'ultimo posto della Stroud & District League con zero punti (sebbene avessero vinto una partita, ma per colpa di un giocatore non schierabile furono puniti con la sconfitta). Si ritirarono dalla Dursley & District League nel 1908
Nel 1911 il Forest Green si fuse con il Nailsworth e formarono il Nailsworth & Forest Green United, ma continuarono a giocare al Lawn Ground e nella Stroud & District League; il nuovo club vinse il campionato, perdendo solo una partita. Si iscrissero alla Dursley & District League nella stagione 1912-13, ma si ritirarono dalla Stroud & District League dopo solo quattro partite. Dopo la Prima Guerra Mondiale il club si ri-iscrisse a campionato e terminò al primo posto a pari merito con Chalford e Stonehouse. Si organizzò un sorteggio per decidere il campionato e il Forest Green fu estratto contro lo Stonehouse in semifinale: la vincente avrebbe incontrato il Chalford in finale. Tuttavia, lo Stonehouse sconfisse 3-2 il Forest Green in semifinale. Nel 1920 il club iscrisse una squadra anche nella North Gloucestershire League e vinse entrambi i campionati, così come la Northern Junior Cup. Si ripetettero la stagione seguente. Furono membri fondatori della Gloucester Northern Senior League nel 1922, ma lasciarono il campionato alla fine della stagione 1922-23 per tornare nella Stroud & District League.
Il Forest Green arrivò in finale nella stagione 1924-25, prima di ritornare nella Gloucestershire Northern Senior League nel 1926. Finirono finalisti nel 1926-27 prima di lasciare nuovamente il campionato per iscriversi alla nuova Stroud Premier League. Dopo aver terminato al quarto posto la stagione, il club ritornò in Northern Senior League alla fine della stagione, sebbene avessero mantenuto una squadra nella Stroud Premier League. Il club si ritirò dalla Stroud Premier League nel 1930, tornando in Stroud Premier League. Furono campioni in Stroud Premier League nelle stagioni 1934-35, 1935-36 e 1936-37, prima di rientrare in Northern Senior League nel 1937. Vinsero il titolo nel 1937-38. Dopo aver concluso da finalisti la stagione 1948-49, vinsero le successive edizioni del 1949-50 e 1950-51. Sebbene avessero terminato in finale la stagione 1952-53, furono retrocessi in Division Two alla fine della stagione 1954-55.Tuttavia, furono campioni della Division Two nella successiva stagione e promossi in Division One. Il Forest Green fu tra le squadre fondatrici della Gloucestershire County League nel 1968, campionato in cui giocarono prima di trasferirsi nella Premier Division della Hellenic League nel 1975, sotto la guida di Peter Goring.

### I successi regionali
La prima stagione del Forest Green in Hellenic League Premier Division li ha visti terminare quarti. Sebbene abbiano passato due stagioni in bassa classifica, il terzo posto del 1978-79 è stato l'inizio di quattro anni di successi, culminati con la vittoria della Hellenic League e della finale di FA Vase nella stagione 1981-82. A Wembley sconfissero i Rainworth Miners Welfare 3-0 e vinsero il trofeo. Alla fine della stagione il club fu promosso nella Midland Division della Southern League. Sebbene avessero terminato al terzo posto la prima stagione nel nuovo campionato, nelle future sei edizioni non si mossero dalla bassa classifica.
Nel 1989 il club fu rinominato Stroud Football Club. Un'altra stagione in bassa classifica fu seguita da due stagioni nei primi cinque posti. Dopo essere ritornati al nome originale, il club ha continuato ad avere difficoltà in campionato finché non si trasferirono in Southern Division nel 1995. Dopo essere finiti ottavi con Frank Gregan nella stagione 1995-96, vinsero la divisione nelle stagioni successive, guadagnando la promozione nella Premier Division della Southern League. La stagione 1997-98 fu quella del titolo in Southern League Premier Division, che permise loro una seconda successiva promozione e l'ingresso in Football Conference.

### Conference e Football League
Nella prima stagione in Conference il Forest Green terminò dodicesimo, raggiungendo la finale del FA Trophy, diventando il primo club a giocare sia la finale di FA Vase che di FA Trophy. Tuttavia, furono sconfitti 1-0 dal Kingstonian. La stagione seguente raggiunsero il primo turno di FA Cup per la prima volta, in cui sconfissero 6-0 il Guiseley prima di perdere 3-0 in casa contro il Torquay United nel secondo turno. Nel novembre 2000 l'allenatore Gregan fu sostituito dall'ex nazionale inglese Nigel Spink; il club ha raggiunto di nuovo la finale di FA Trophy a fine stagione, perdendo 1-0 contro il Canvey Island.
Nel 2004-05 il Forest Green finì in zona retrocessione, ma furono salvati dopo i problemi con lo stadio del Nortwitch Victoria. Nel 2007-08 il club sconfisse una squadra di Football League per la prima volta in FA Cup, battendo il Rotheram United per 3-0, prima di perdere 3-2 contro lo Swindon Town. La stagione successiva avanzarono fino al terzo turno, battendo il Team Bath e il Rochdale, prima di regalarsi un match contro il Derby County in casa, con l'affluenza record di 4,836 persone. Un altro terzo turno fu giocato nel 2009-10, terminato con una sconfitta 2-1 contro il Notts County.
La stagione 2009-10 ha visto il Forest Green terminare in zona retrocessione, ma un altro problema finanziario del Salisbury City li scongiurò dall'incubo. Il club fu rilevato dal proprietario di Ecotricity Dale Vince; l'imprenditore ha voluto rendere il club più eco-sostenibile, rimuovendo la carne rossa dalla dieta dei giocatori, impedendo la vendita di prodotti a base di carne allo stadio e trattando l'erba del campo con fertilizzanti organici.
Nel 2014-15 il Forest Green è terminato quinto in Conference, qualificandosi per i play-off. Furono sconfitti 3-0 in totale dal Bristol Rovers in semifinale. La stagione successiva sono finiti al secondo posto in National League, la più alta posizione mai raggiunta in un campionato. Nei play-off sconfissero il Dover Athletic 2-1, prima di perdere 3-1 in finale contro il Grimsby Town a Wembley. Una terza avventura nei play-off è stata vissuta nel 2016-17 grazie al terzo posto in campionato. Dopo aver sconfitto 3-1 il Dagenham & Redbridge in semifinale, il club ha battuto con lo stesso punteggio il Tranmere Rovers nella finale di Wembley, guadagnando la promozione in League Two. Questo ha reso Nailsworth la più piccola città di sempre ad ospitare una squadra di League Two. Nella stagione 2021-2022 di League Two la squadra riesce ad ottenere la sua prima e storica promozione in League One, terzo livello del calcio inglese, riuscendo nell'impresa con due giornate di anticipo rispetto al termine della competizione.

### Sponsors
Hydration main sponsor: Culligan UK (dal 2023)

## Colori e simboli
Il precedente stemma del club era molto simile a quello del Barcellona. In entrambi gli stemmi appariva la bandiera di San Giorgio, che si legava sia all'Inghilterra che alla Catalogna. La divisa casalinga del Forest Green per molti anni è stata a righe bianche e nere, con pantaloncini neri.
Nel maggio 2011, il club ha permesso ai tifosi di confrontarsi riguardo alla decisione societaria di cambiare lo stemma. Il nuovo logo è stato usato a partire dall'inizio della stagione 2011-12.
Il 2 luglio 2012, è stato annunciato il cambiamento della divisa: dal tradizionale completo a righe bianche e nere si è passati a una maglia verde lime con pantaloncini e calzettoni neri. La decisione di cambiare ha provocato numerose controversie con molti tifosi. La maglia da trasferta è stata cambiata in un completo interamente bianco con la scritta ‘1899-2012' vicino al colletto per indicare la prima e l'ultima volta che il club ha utilizzato un completo bianco.
Nell'estate del 2014, la maglia casalinga è stata cambiata: linee orizzontali verde lime e nere sulla fronte, con il dorso verde, pantaloncini verdi e neri e calzettoni a righe verdi. Il 19 agosto 2014 è stato annunciato il nuovo kit da trasferta, una nuova visione della tradizionale maglia a righe bianche e nere, con pantalocini neri e calzettoni rossi.

## Strutture

### Stadio

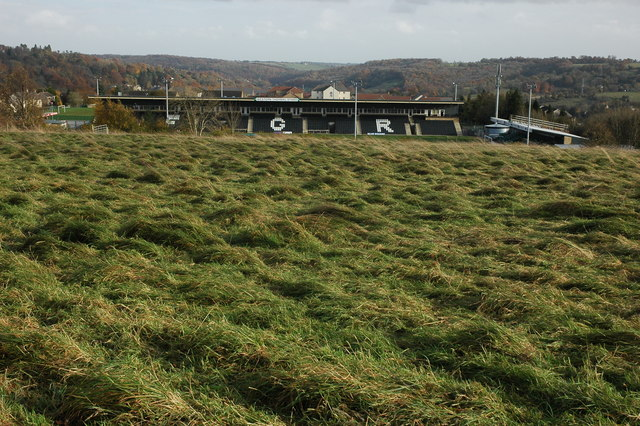
Il New Lawn, campo di gioco del Forest Green.

Il club inizialmente giocava in un campo 'in cima alla collina' a Forest Green conosciuto come Lawn Ground. Si trasferirono in un campo a Nailsworth nel 1924, ma ritornarono al Lawn nel 1927 dopo che furono aggiunti un muro di delimitazione e i cancelli d'entrata. All'inizio della stagione 2006-07 il club si è trasferito al The New Lawn.
La tribuna Sustainability in Sport è situata al lato nord del campo. Questa tribuna è dedicata ai tifosi ospiti ed ha precedentemente ospitato anche dei tifosi del Forest Green stessi. La East Stand è il settore con più posti a sedere e contiene sette spazi, la casa 'Green Man', una palestra, uno studio di danza e aree dedicate a conferenze stampa. Il lato ovest del campo è una gradinata aperta ai soli tifosi del Forest. Sebbene lo stadio possa ospitare 5.147 tifosi, la più grande affluenza mai registrata in campionato stata di 3.781 tifosi in un match di Conference Premier contro il Bristol Rovers. Tuttavia, la più grande affluenza di sempre è stata di 4.836 persone, arrivate al Lawn per un match di FA Cup contro il Derby County. La media spettatori è di 1.300-1.800 per gli incontri di campionato.
Nel 2011, con l'arrivo del nuovo proprietario e imprenditore di energia verde Dale Vince, fondatore dell'azienda Ecotricity, il club ha iniziato a lavorare sull'ecosistema del campo. Ciò ha comportato l'installazione di un terreno interamente organico. Nel dicembre dello stesso anno, 180 pannelli solari sono stati installati sul tetto della EESI Stand, per aiutare il club a generare il 10% di elettricità necessaria per il campo. Nell'aprile del 2012, il Forest Green ha introdotto il primo robot taglia-erba mai usato da un club inglese per curare il suo stadio. Il robot Etesia - conosciuto come 'mow bot' - usa la tecnologia GPS per muoversi attorno al campo senza il bisogno di intervento umano e acquista energia dai pannelli solari dello stadio. Nel dicembre 2012, il club ha battuto altri 200 candidati e si è assicurato il primo premio dell'Institute of Groundmanship nella categoria 'sostenibilità e ambiente' per il suo terreno di gioco e le cure ambientali del New Lawn.
Il 3 novembre 2016, il club ha annunciato il progetto per il nuovo stadio: un campo da 5.000 posti situato nel complesso dell'Eco Park del Gloucestershire, a 2 km ad ovest dalla città di Stonehouse e a 13 km a nord-est da Nailsworth. Il design prevede uno stadio fatto quasi interamente di legno, compreso il tetto. A seconda dei successi del club, potrà crescere fino a 10.000 posti.

## Palmarès

### Competizioni nazionali
- FA Vase: 1

1981-1982
- Southern Football League: 1

1997-1998
- Campionato inglese di quarta divisione: 1

2021-2022

### Competizioni regionali
- Southern Football League Southern Division: 1

1996-1997
- Hellenic Football League: 1

1981-1982
- Gloucestershire Senior Cup: 4

1984-1985, 1985-1986, 1986-1987, 2015-2016

### Altri piazzamenti
- National League:

Terzo posto: 2024-2025
- FA Trophy:

Finalista: 1998-1999, 2001-2002
- Conference League Cup:

Finalista: 2008-2009

## Organico

### Rosa 2023-2024
Rosa aggiornata al 18 settembre 2023
| N. |                             | Ruolo | Calciatore          |
| -- | --------------------------- | ----- | ------------------- |
| 1  | Inghilterra (bandiera)      | P     | Luke McGee          |
| 2  | Irlanda (bandiera)          | D     | Corey O'Keeffe      |
| 3  | Irlanda (bandiera)          | D     | Dominic Bernard     |
| 4  | Scozia (bandiera)           | C     | Dylan McGeouch      |
| 5  | Inghilterra (bandiera)      | D     | Oliver Casey        |
| 6  | Inghilterra (bandiera)      | D     | Baily Cargill       |
| 7  | Inghilterra (bandiera)      | C     | Ben Stevenson       |
| 8  | Scozia (bandiera)           | C     | Regan Hendry        |
| 9  | Inghilterra (bandiera)      | A     | Mathew Stevens      |
| 10 | Galles (bandiera)           | A     | Christian Doidge    |
| 11 | Inghilterra (bandiera)      | C     | Jordon Garrick      |
| 12 | Scozia (bandiera)           | D     | Jamie Robson        |
| 13 | Inghilterra (bandiera)      | P     | Alfie Burnett       |
| 14 | Irlanda del Nord (bandiera) | A     | Charlie McCann      |
| 15 | Inghilterra (bandiera)      | D     | Jordan Moore-Taylor |
| 17 | Scozia (bandiera)           | C     | Kyle McAllister     |
| 18 | Norvegia (bandiera)         | A     | Bryan Fiabema       |

| N. |                          | Ruolo | Calciatore          |
| -- | ------------------------ | ----- | ------------------- |
| 19 | Inghilterra (bandiera)   | D     | Sean Robertson      |
| 20 | Nuova Zelanda (bandiera) | P     | Jamie Searle        |
| 21 | Sierra Leone (bandiera)  | A     | Amadou Bakayoko     |
| 22 | Inghilterra (bandiera)   | D     | Udoka Godwin-Malife |
| 23 | Galles (bandiera)        | D     | Brandon Cooper      |
| 24 | Galles (bandiera)        | P     | Lewis Thomas        |
| 25 | Inghilterra (bandiera)   | C     | Myles Peart-Harris  |
| 26 | Inghilterra (bandiera)   | C     | David Davis         |
| 27 | Inghilterra (bandiera)   | C     | Harvey Bunker       |
| 28 | Inghilterra (bandiera)   | A     | Josh March          |
| 29 | Inghilterra (bandiera)   | C     | Reece Brown         |
| 30 | Belgio (bandiera)        | A     | Tyrese Omotoye      |
| 31 | Scozia (bandiera)        | P     | Ross Doohan         |
|    | Galles (bandiera)        | D     | Jacob Jones         |
|    | Inghilterra (bandiera)   | C     | Tyler Onyango       |
|    | Galles (bandiera)        | C     | Charlie Savage      |
|    | Irlanda (bandiera)       | A     | Sean O'Brien        |

### Rosa 2022-2023
Rosa aggiornata al 28 gennaio 2023
| N. |                             | Ruolo | Calciatore          |
| -- | --------------------------- | ----- | ------------------- |
| 1  | Inghilterra (bandiera)      | P     | Luke McGee          |
| 2  | Irlanda (bandiera)          | D     | Corey O'Keeffe      |
| 3  | Irlanda (bandiera)          | D     | Dominic Bernard     |
| 4  | Scozia (bandiera)           | C     | Dylan McGeouch      |
| 5  | Inghilterra (bandiera)      | D     | Oliver Casey        |
| 6  | Inghilterra (bandiera)      | D     | Baily Cargill       |
| 7  | Inghilterra (bandiera)      | C     | Ben Stevenson       |
| 8  | Scozia (bandiera)           | C     | Regan Hendry        |
| 9  | Inghilterra (bandiera)      | A     | Mathew Stevens      |
| 11 | Inghilterra (bandiera)      | C     | Jordon Garrick      |
| 12 | Scozia (bandiera)           | D     | Jamie Robson        |
| 13 | Inghilterra (bandiera)      | P     | Alfie Burnett       |
| 14 | Irlanda del Nord (bandiera) | A     | Charlie McCann      |
| 15 | Inghilterra (bandiera)      | D     | Jordan Moore-Taylor |
| 17 | Scozia (bandiera)           | C     | Kyle McAllister     |
| 18 | Norvegia (bandiera)         | A     | Bryan Fiabema       |

| N. |                         | Ruolo | Calciatore          |
| -- | ----------------------- | ----- | ------------------- |
| 19 | Inghilterra (bandiera)  | D     | Sean Robertson      |
| 21 | Sierra Leone (bandiera) | A     | Amadou Bakayoko     |
| 22 | Inghilterra (bandiera)  | D     | Udoka Godwin-Malife |
| 23 | Galles (bandiera)       | D     | Brandon Cooper      |
| 24 | Galles (bandiera)       | P     | Lewis Thomas        |
| 25 | Inghilterra (bandiera)  | C     | Myles Peart-Harris  |
| 26 | Inghilterra (bandiera)  | C     | David Davis         |
| 27 | Inghilterra (bandiera)  | C     | Harvey Bunker       |
| 28 | Inghilterra (bandiera)  | A     | Josh March          |
| 29 | Inghilterra (bandiera)  | C     | Reece Brown         |
| 30 | Belgio (bandiera)       | A     | Tyrese Omotoye      |
| 31 | Scozia (bandiera)       | P     | Ross Doohan         |
|    | Galles (bandiera)       | D     | Jacob Jones         |
|    | Inghilterra (bandiera)  | C     | Tyler Onyango       |
|    | Galles (bandiera)       | C     | Charlie Savage      |
|    | Irlanda (bandiera)      | A     | Sean O'Brien        |

### Rosa 2021-2022
Rosa aggiornata al 10 maggio 2022
| N. |                        | Ruolo | Calciatore      |
| -- | ---------------------- | ----- | --------------- |
| 1  | Inghilterra (bandiera) | P     | Luke McGee      |
| 2  | Galles (bandiera)      | D     | Kane Wilson     |
| 3  | Irlanda (bandiera)     | D     | Dominic Bernard |
| 4  | Inghilterra (bandiera) | D     | Dan Sweeney     |
| 6  | Inghilterra (bandiera) | D     | Baily Cargill   |
| 7  | Inghilterra (bandiera) | C     | Ben Stevenson   |
| 8  | Gambia (bandiera)      | C     | Ebou Adams      |
| 9  | Inghilterra (bandiera) | A     | Mathew Stevens  |
| 10 | Scozia (bandiera)      | A     | Jack Aitchison  |
| 11 | Scozia (bandiera)      | C     | Nicky Cadden    |
| 12 | Inghilterra (bandiera) | C     | Taylor Allen    |
| 14 | Giamaica (bandiera)    | A     | Jamille Matt    |

| N. |                        | Ruolo | Calciatore          |
| -- | ---------------------- | ----- | ------------------- |
| 15 | Inghilterra (bandiera) | D     | Jordan Moore-Taylor |
| 18 | Inghilterra (bandiera) | A     | Jake Young          |
| 20 | Inghilterra (bandiera) | C     | Elliott Whitehouse  |
| 21 | Scozia (bandiera)      | C     | Regan Hendry        |
| 22 | Inghilterra (bandiera) | D     | Udoka Godwin-Malife |
| 23 | Inghilterra (bandiera) | C     | Sadou Diallo        |
| 25 | Inghilterra (bandiera) | C     | Kasey McAteer       |
| 26 | Stati Uniti (bandiera) | A     | Vaughn Covil        |
| 27 | Inghilterra (bandiera) | C     | Harvey Bunker       |
| 28 | Inghilterra (bandiera) | A     | Josh March          |
| 29 | Inghilterra (bandiera) | D     | Luke Hallett        |

### Rosa 2020-2021
Rosa aggiornata al 17 dicembre 2020
| N. |                             | Ruolo | Calciatore      |
| -- | --------------------------- | ----- | --------------- |
| 1  | Inghilterra (bandiera)      | P     | Luke McGee      |
| 2  | Galles (bandiera)           | D     | Kane Wilson     |
| 3  | Irlanda (bandiera)          | D     | Dominic Bernard |
| 4  | Inghilterra (bandiera)      | D     | Dan Sweeney     |
| 5  | Inghilterra (bandiera)      | D     | Chris Stokes    |
| 6  | Inghilterra (bandiera)      | D     | Liam Kitching   |
| 7  | Irlanda del Nord (bandiera) | C     | Carl Winchester |
| 8  | Gambia (bandiera)           | C     | Ebou Adams      |
| 9  | Inghilterra (bandiera)      | A     | Mathew Stevens  |
| 10 | Galles (bandiera)           | A     | Aaron Collins   |
| 11 | Scozia (bandiera)           | C     | Nicky Cadden    |
| 12 | Inghilterra (bandiera)      | C     | Taylor Allen    |
| 14 | Giamaica (bandiera)         | A     | Jamille Matt    |

| N. |                        | Ruolo | Calciatore          |
| -- | ---------------------- | ----- | ------------------- |
| 15 | Inghilterra (bandiera) | D     | Jordan Moore-Taylor |
| 16 | Inghilterra (bandiera) | D     | Jack Evans          |
| 17 | Inghilterra (bandiera) | C     | Odin Bailey         |
| 18 | Inghilterra (bandiera) | A     | Jake Young          |
| 19 | Inghilterra (bandiera) | A     | Shawn McCoulsky     |
| 20 | Inghilterra (bandiera) | C     | Elliott Whitehouse  |
| 21 | Inghilterra (bandiera) | C     | Scott Wagstaff      |
| 22 | Inghilterra (bandiera) | D     | Udoka Godwin-Malife |
| 24 | Galles (bandiera)      | P     | Lewis Thomas        |
| 25 | Inghilterra (bandiera) | A     | Jayden Richardson   |
| 26 | Stati Uniti (bandiera) | A     | Vaughn Covil        |
| 27 | Inghilterra (bandiera) | C     | Harvey Bunker       |
| 28 | Inghilterra (bandiera) | A     | Josh March          |

### Rosa 2019-2020
Rosa aggiornata al 29 dicembre 2019
| N. |                             | Ruolo | Calciatore      |
| -- | --------------------------- | ----- | --------------- |
| 1  | Inghilterra (bandiera)      | P     | Adam Smith      |
| 2  | Galles (bandiera)           | D     | Liam Shephard   |
| 3  | Irlanda (bandiera)          | D     | Dominic Bernard |
| 4  | Galles (bandiera)           | C     | Lloyd James     |
| 5  | Inghilterra (bandiera)      | D     | Matt Mills      |
| 6  | Inghilterra (bandiera)      | D     | Farrend Rawson  |
| 7  | Irlanda del Nord (bandiera) | C     | Carl Winchester |
| 8  | Inghilterra (bandiera)      | A     | Dayle Grubb     |
| 9  | Inghilterra (bandiera)      | A     | Mathew Stevens  |
| 10 | Galles (bandiera)           | A     | Aaron Collins   |
| 11 | Galles (bandiera)           | C     | George Williams |
| 13 | Ghana (bandiera)            | P     | Joe Wollacott   |
| 14 | Gambia (bandiera)           | C     | Ebou Adams      |

| N. |                        | Ruolo | Calciatore          |
| -- | ---------------------- | ----- | ------------------- |
| 15 | Inghilterra (bandiera) | C     | James Morton        |
| 17 | Inghilterra (bandiera) | C     | Elliott Frear       |
| 18 | Irlanda (bandiera)     | C     | Kevin Dawson        |
| 19 | Inghilterra (bandiera) | D     | Nathan McGinley     |
| 20 | Inghilterra (bandiera) | D     | Liam Kitching       |
| 21 | Inghilterra (bandiera) | A     | Shawn McCoulsky     |
| 22 | Inghilterra (bandiera) | D     | Udoka Godwin-Malife |
| 23 | Inghilterra (bandiera) | D     | Joseph Mills        |
| 24 | Galles (bandiera)      | P     | Lewis Thomas        |
| 25 | Inghilterra (bandiera) | A     | Junior Mondal       |
| 28 | Inghilterra (bandiera) | C     | Kyle Taylor         |
| 29 | Scozia (bandiera)      | A     | Jack Aitchison      |